# Glenea atricornis
Glenea atricornis är en skalbaggsart som beskrevs av Maurice Pic 1943. Glenea atricornis ingår i släktet Glenea och familjen långhorningar. Inga underarter finns listade i Catalogue of Life.